# Kinderneurologisches Zentrum Mainz
Das Kinderneurologische Zentrum Mainz ist ein ambulantes Behandlungszentrum für Sozialpädiatrie mit Spezialambulanz für Spina bifida und Hydrocephalus, in Trägerschaft des Landeskrankenhauses Rheinland-Pfalz in Mainz.
Das Zentrum besteht seit 1971 und war damals das zweite Sozialpädiatrische Zentrum der Bundesrepublik. Es ist auf dem Gelände des ehemaligen Klosters Zum guten Hirten errichtet worden. Der Standort gehört heute zum Gebiet des Stadtteils Hartenberg-Münchfeld.
Das Kinderneurologische Zentrum soll von Behinderung bedrohten Kindern präventiv helfen. Es beschäftigt ärztliches Personal, Psychologen, Therapeuten, Pädagogen, Pflegepersonal und Zivildienstleistende, die interdisziplinär zusammenarbeiten. Eine heilpädagogische Frühförderstelle und eine integrative Kindertagesstätte mit Montessoripädagogik runden das Gesamtkonzept ab. Zu den behandelten Patienten gehören Kinder und Jugendliche sowie andere neurologisch Kranke. Mit seinem interdisziplinär organisierten Fallmanagement-Konzept will es weiter Vorbild für Dienstleistungszentren gleicher Art sein. Als Teil des Landeskrankenhauses kann das Kinderneurologische Zentrum auf einen stationären Bereich mit 20 Betten in der Rheinhessen-Fachklinik Alzey zurückgreifen.